# DBASE
dBASE – pierwszy powszechnie stosowany system baz danych dla mikrokomputerów, opracowany przez firmę Ashton-Tate dla systemu operacyjnego CP/M, a później dla maszyn Apple II, Apple Macintosh i IBM PC z DOS, gdzie stał się jednym z najlepiej sprzedających się przez lata narzędzi.
dBASE nie został nigdy w pełni przyjęty w środowisku Windows, gdzie został szybko wyparty przez nowe produkty, jak Paradox, Clipper i FoxPro. Ashton-Tate została w 1991 r. sprzedana firmie Borland, która z kolei w 1999 r. sprzedała prawa do bazy nowo utworzonej firmie dBASE Inc.
Macierzysty format pliku.DBF jest szeroko używany przez wiele aplikacji wymagających prostego formatu do gromadzenia ustrukturalizowanych danych.
Obecnie z powrotem można kupić licencję na wersję dBase (Classic za 99$) dla DOS-a i używać go np. poprzez Dosboxa na różnych systemach, w tym Linuxie.

## Historia
Historię dBASE można prześledzić wstecz do połowy lat 60., aż do systemu RETRIEVE, który był sprzedawany przez Tymshare Corporation. Jednym z użytkowników RETRIEVE było Jet Propulsion Laboratory, które pod koniec lat 60. zwróciło się do jednego z jego programistów, Jeba Longa, o opracowanie zmodyfikowanej wersji. W wyniku powstał JPLDIS (Jet Propulsion Laboratory Display Information System), napisany w języku FORTRAN, uruchamiany na maszynie mainframe UNIVAC 1108.
W 1978 r. C. Wayne Ratliff, inny programista z JPL i przyjaciel Jeba Longa, napisał w asemblerze program bazodanowy dla systemu operacyjnego CP/M, który został nazwany Vulcan (nazwa pochodząca z filmu Star Trek). Program miał początkowo pomagać w obstawianiu zakładów piłkarskich w biurze, potem został wykorzystany w obliczaniu podatków, aż autor uznał, że program mógłby być użyty w innych, komercyjnych zastosowaniach.
W październiku 1979 r. i przez kilka kolejnych miesięcy w magazynie BYTE ukazywały się reklamy Vulcana, który był sprzedawany po 50 USD za kopię. Odzew nie był bardzo duży, ale i tak większy niż spodziewał się autor, który zaczął mieć kłopoty z obsługą sprzedaży – reklamy zostały wycofane i Ratliff ograniczył się do obsługi już istniejących klientów.

### Ashton-Tate
George Tate i Hal Lashlee, prowadzący firmę Discount Software, po obejrzeniu demonstracyjnej wersji Vulcana zaproponowali Ratliffowi przejęcie na siebie marketingu – umowa obowiązywała przez kilka lat, po czym w 1982 firma zaoferowała Ratliffowi stanowisko wiceprezesa ds. nowych technologii.
Ratliff został następnie szefem projektu dBASE III, jak również jego głównym programistą. Firma wynajęła także Jeba Longa, który pracował w niej przez 8 lat i stworzył wewnętrzny język programowania dBASE.

### dBASE III
Pierwotne wersje dBASE były pisane bezpośrednio w asemblerze, ale wkrótce program tak się rozrósł, że konieczne stało się przejście na język wysokiego poziomu C. Skutek tego był fatalny – dBASE III, opublikowany w czerwcu 1984, był wystarczająco szybki na nowych maszynach, ale zbyt wolny na starszych komputerach PC, więc większość użytkowników zignorowała go. Ukazały się więc jeszcze poprawki dla wersji dBASE II, natomiast firma pracowała nad wydajnością wersji III, co zakończyło się sukcesem pod koniec 1985 r.

### dBASE dla Macintosha
W 1986 r. Ashton-Tate poddała się panującej wówczas „macowej gorączce” i rozpoczęła prace nad aplikacjami dla Macintosha. W tym celu wykupiła niewielką firmę Ann Arbor Softworks projektującą aplikacje biznesowe, w tym arkusz kalkulacyjny Full Impact, procesor tekstu FullWrite Professional, a po przejęciu przez Ashton-tate także system bazodanowy dBASE Mac.
FullWrite i FullImpact, które nie odnosiły sukcesu rynkowego, zostały wkrótce wstrzymane przez Ashton-Tate. dBASE Mac był z kolei produktem w znaczący sposób odmiennym od produktów dla PC – zawierał graficzny interfejs użytkownika i potrafił wykonywać wiele złożonych zadań prościej niż programy w systemie znakowym. Jego największą wadą była jednak niezgodność z produktem dla PC, wskutek czego konkurował jedynie z programami dla Macintosha, jak 4th Dimension, Helix i FileMaker. Program został ostatecznie zarzucony.

### dBASE IV
dBASE IV ukazał się w październiku 1988 r., zawierając mnóstwo błędów. Sprzedaż zaczęła się załamywać, m.in. wskutek pojawienia się na rynku klonów dBASE’a, jak FoxBase i Clipper. Ashton-Tate zdecydował się nawet wnieść pozew przeciwko FoxBase, ale proces szybko się zakończył niepowodzeniem.
W 1991 r. Ashton-Tate został wykupiony przez firmę Borland. Błędy dBASE IV zostały w końcu poprawione, a sam produkt przeniesiony na inne platformy, jak Sun SPARC, IBM-owski AIX i DEC VMS. dBASE IV pozostał głównym produktem do 1993 r.
Od tej wersji dołączono obsługę SQL.

### dBASE 5
dBASE 5.0 powrócił do swoich korzeni, jako produkt wyłącznie dla komputerów PC, zarówno w DOS, jak i Windows. Sprzedaż programu jednak sukcesywnie malała i ostatecznie w 1999 r. Borland zdecydował się sprzedać prawa do programu powstałej firmie dBASE Inc., która podtrzymuje go przy życiu na platformie Windows (zorientowana obiektowo aktualizacja dBASE Plus), ale dBASE jest już produktem marginalnym, nie stanowiącym konkurencji dla współczesnych programów zgodnych ze standardem SQL.